# Großsteingrab Altenkirchen
Das Großsteingrab Altenkirchen (auch Capellenbrink genannt) war eine megalithische Grabanlage der jungsteinzeitlichen Trichterbecherkultur bei Altenkirchen im Landkreis Vorpommern-Rügen (Mecklenburg-Vorpommern). Es wurde vermutlich im 19. Jahrhundert zerstört.

## Forschungsgeschichte
Die Existenz des Grabes wurde lediglich 1854 in einer kurzen Notiz von Gottfried Kosegarten erwähnt. Es wurde wohl kurz darauf zerstört, da es weder von späteren Forschern erwähnt wurde noch auf später erschienenen Karten verzeichnet ist.

## Lage
Die genaue Lage des Grabes ist unbekannt. Nach Kosegarten lag es am Weg von Altenkirchen nach Breege auf Pfarrgrund. Der Standort dürfte sich unmittelbar südlich von Altenkirchen im Umfeld der Kapelle und des Friedhofs befunden haben. Dort ist der Flurname Kapellenberg bezeugt.

## Beschreibung
Nach Kosegarten handelte es sich um ein kleines, mit Büschen bewachsenes Großsteingrab, das „mit Steinen eingefaßt“ war. Es ist unklar, ob damit die Grabkammer oder eine Umfassung gemeint war. Genauere Angaben zur Ausrichtung, den Maßen und dem genauen Grabtyp liegen nicht vor.